# Station Virum
Station Virum is een S-tog-station in Lyngby-Taarbæk, Denemarken.
Het station is geopend op 1 oktober 1928 en op 15 mei 1936 voor de S-tog.
Køge · Ølby · Køge Nord · Jersie · Solrød Strand · Karlslunde · Greve · Hundige · Ishøj · Ny Ellebjerg · Sjælør · Sydhavn · Dybbølsbro · København H · Vesterport · Nørreport · Østerport · Nordhavn · Svanemøllen · Hellerup · Bernstorffsvej · Gentofte · Jægersborg · Lyngby · Sorgenfri · Virum · Holte